# 39 Pułk Lotnictwa Myśliwskiego

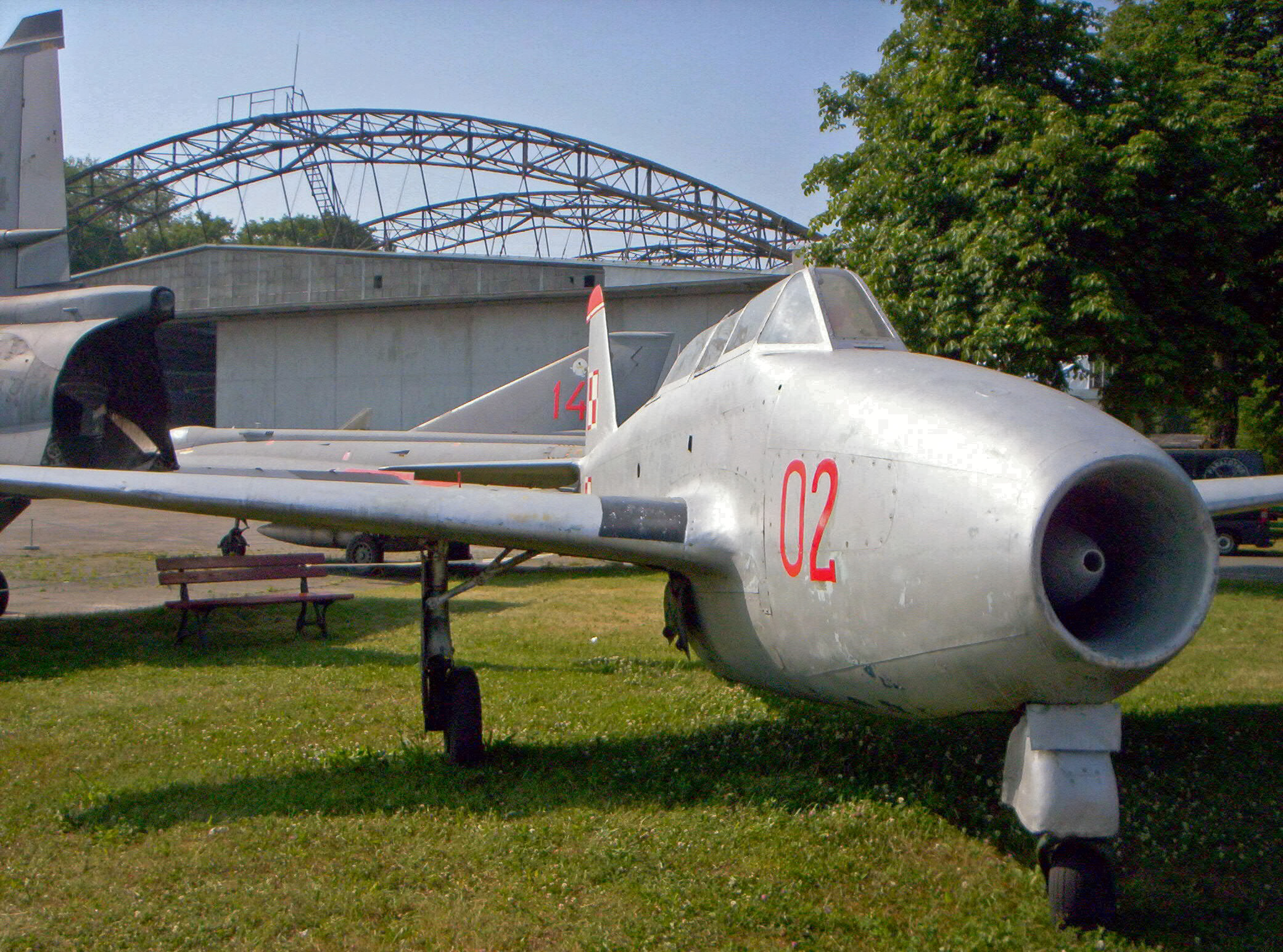
Jak-17

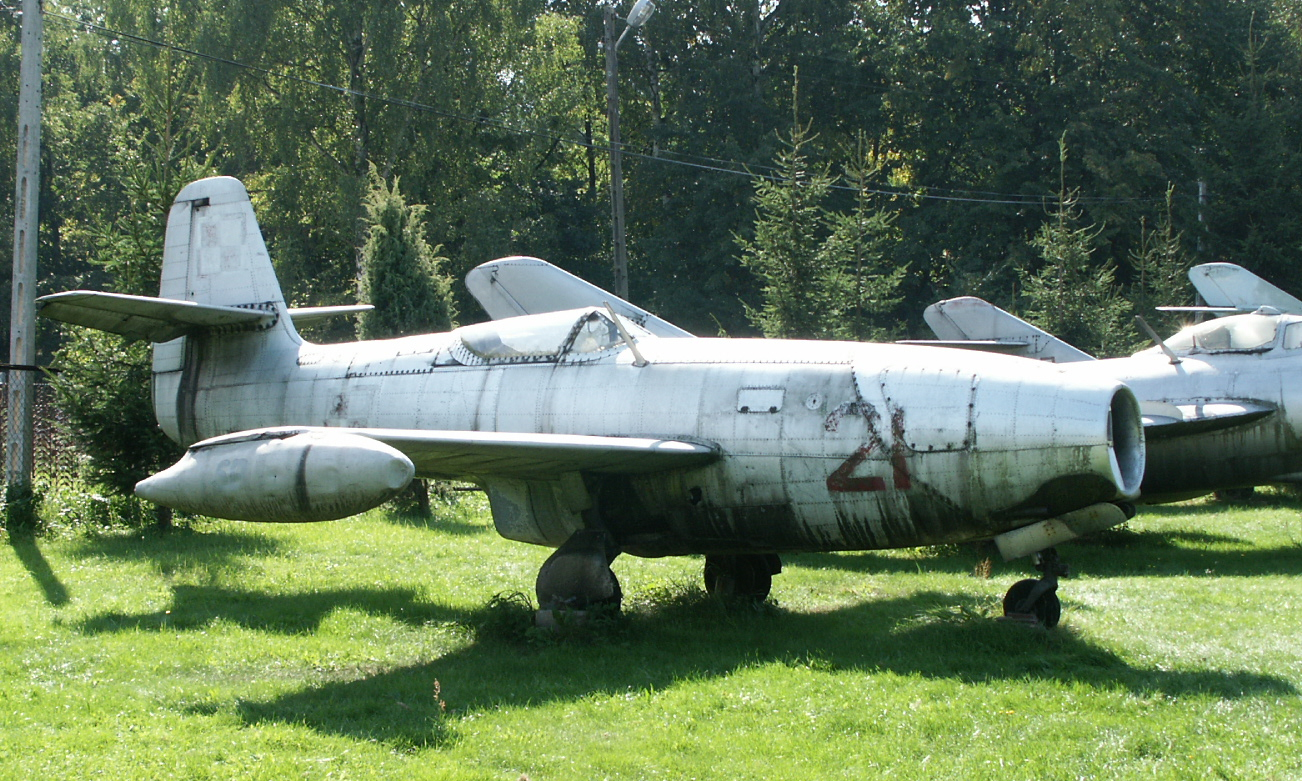
Jak-23

39 Pułk Lotnictwa Myśliwskiego OPK (39 plm OPK) – oddział lotnictwa myśliwskiego Wojsk Obrony Powietrznej Kraju.

## Formowanie i zmiany organizacyjne
39 Pułk Lotnictwa Myśliwskiego sformowany został w okresie do 1 listopada 1951 roku na lotnisku w Krakowie, ale jego docelowym miejscem miało być lotnisko w Mierzęcicach, w składzie 7 Dywizji Lotnictwa Myśliwskiego OPL. W 1957 oddział podporządkowany został dowódcy 1 Korpusu Obrony Przeciwlotniczej Obszaru Kraju w Warszawie. W 1962 jednostka podporządkowana została dowódcy 3 Korpusu Obrony Powietrznej Kraju we Wrocławiu.
Pułk posiadał na uzbrojeniu między innymi pierwszy radziecki seryjny naddźwiękowy samolot myśliwski MiG-19.
W roku 1987 dowódca Wojsk Obrony Powietrznej Kraju rozformował 39 Pułk Lotnictwa Myśliwskiego

## Dowódcy pułku
Wykaz dowódców pułków podano za: Józef Zieliński [red.]: Polskie lotnictwo wojskowe 1945-2010. s. 144.
- ppłk pil. Aleksander Babunow 1952
- mjr pil. Zbigniew Ulanowski (1952 -1953)
- mjr pil. Bolesław Kuczyński 1954
- mjr pil. Piotr Rójek (1954 -1955)
- mjr pil. Stanisław Wdowczyk (1955 -1959)
- mjr pil. Mirosław Kapciuch (1959 -1961)
- ppłk pil. Zdzisław Czech (1963 -1967)
- ppłk pil. Stanisław Niedźwiedzki (1967 -1972)
- ppłk pil. Henryk Kącik (1972 -1976)
- ppłk pil. Jerzy Gotowała (1976 -1981)
- ppłk pil. Mieczysław Sosnowski (1981 -1987)